# 羅伯特·馬沙克
羅伯特·尤金·馬沙克（英語：Robert Eugene Marshak，1916年11月11日—1992年12月23日），美國物理學家，曾任職於維吉尼亞理工學院。提出弱交互作用中V−A（向量V減軸向量A或左手性）的拉格朗日量。這項貢獻後來被納入目前粒子物理學的標準模型中。

## 外部連結
- 維吉尼亞理工學院數位資料庫-馬沙克傳記
- 國家科學院人物傳記 （页面存档备份，存于）
- Robert Eugene Marshak在數學譜系計畫的資料。